# Sophie Zaïkowska
Sophia Zaikowska (Lituània, 1880– França, 1939) va ser una escriptora francesa, anarcoindividualista anarquista d'origen polonès, nutricioniista i promotora inicial del veganisme.

## Vida
Zaikowska Estudiat va estudiar ciències físiques i naturals da Ginebra abans de traslladar-se a França el 1898. Va especialitzar-se en nutrició.
Abans de la Primera Guerra Mundial, va contribuir a diverses revistes llibertàries com L'Education libertaire, L'Autarcie i en particular La Vie anarchiste, de la qual esdevingué editora el 1920.
Es va Interessar pel projecte de Georges Butaud per crear de crear una colònia anarquista, esdevinint sòcia seva i col·laboradora el 1921 en la revista Le Néo-Naturien. Va cofundar amb ell l'espai llibertaris de Vaux, Bascon i la Pie. El fracàs d'aquests intents sobre colònies llibertàries no van acabar amb el seu activisme.

## Veganisme
Amb el seu soci va editar la revista Le Végétalien, la qual va dirigir des de 1926. Va ser una apassionada per les idees de Victor Lorenc, un amic proper de la parella, i va organitzar la cuina vegana a la Rue Mathis a París. Zaïkowska va escriure l'article en Végétalien (veganisme) per Sébastien Faure a l'Anarchist Encycolopedia.
Amb Georges Butaud, va fundar una colònia vegana a Bascon prop de Château-Thierry. Zaïkowska I Butaud van eliminar del tot el sucre i productes làctics de la seva dieta, consumint sols productes vegetals.

## Publicacions seleccionades
- Étude sur le travail amb Georges Butaud, 1912
- La Vie et la mort de Georges Butaud, 1929 en línia
- Victor Lorenc et sa contribution au naturisme, documents réunis par Sophie Zaïkowska, 1929

## Articles
- Parlons peu, La vie anarchiste, n°8, 20 mars 1912, en línia Arxivat 2014-05-14 a Wayback Machine.
- Premier mai, La vie anarchiste, n°10, en línia Arxivat 2014-05-14 a Wayback Machine.
- Le scepticisme, La Vie anarchiste, n°12, 15 juin 1912, en línia Arxivat 2014-05-14 a Wayback Machine.

Alguns dels seus textos van ser reeditats en antologies com:
- Emilie Lamotte, Jeanne Morand, Sophie Zaïkowska, L'En-Dehors, Paris, 2005.
- Communautés, naturiens, végétariens, végétaliens et crudivégétaliens dans le mouvement anarchiste français : textes, Invariance, Paris, 1994.